# Apomecyna obliquata
Apomecyna obliquata är en skalbaggsart som beskrevs av Johann Christoph Friedrich Klug 1833. Apomecyna obliquata ingår i släktet Apomecyna och familjen långhorningar.
Artens utbredningsområde är Madagaskar. Inga underarter finns listade i Catalogue of Life.